# Chriacus

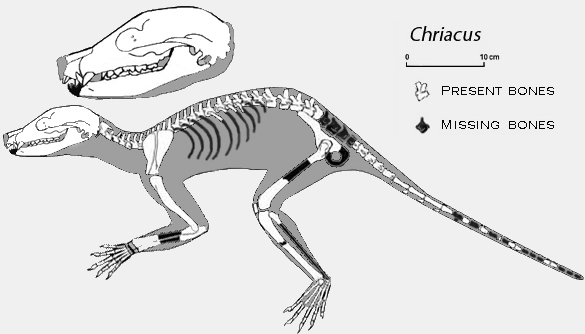
Reconstrucción esquelética.

Chriacus es un género extinto de mamíferos placentarios del orden de los condilartros que vivió aproximadamente hace 63-50 millones de años.
Parecía un coatí del Paleoceno, con unas dimensiones de aproximadamente un metro contando su larga cola prensil. Era de constitución ligera, pesaba unos 7 kg y trepaba ágilmente a los árboles. Era un animal plantígrado, es decir, caminaba sobre la planta de sus patas de cinco dedos, que tenían largas garras. Sus patas eran potentes y tenían articulaciones flexibles. Las patas delanteras podían servir para excavar, mientras que las posteriores estaban más adaptadas para trepar. Probablemente era un omnívoro como su pariente Arctocyon, alimentándose de fruta, huevos y pequeños mamíferos.
Vivía en los bosques de Europa, Canadá y Estados Unidos. De entre los del orden Condylarthra, es uno de los que se conoce mejor, en parte gracias al descubrimiento de esqueletos casi completos en Wyoming.